# Taça da Liga 2020-2021
La Taça da Liga 2020-2021 è stata la 14ª edizione del torneo. La competizione è iniziata il 15 dicembre 2020 ed è terminata il 23 gennaio 2021.
Lo Sporting Lisbona ha conquistato il trofeo per la terza volta nella sua storia, battendo in finale per 1-0 i campioni uscenti del Braga.

## Format
A causa dell'emergenza COVID viene stilato un regolamento emergenziale pur di confermare la manifestazione.
Il nuovo format prevede la partecipazione di sole otto squadre, sei provenienti dalla Primeira Liga e due dalla LigaPro. Le semifinali e la finale saranno disputate allo stadio Dr. Magalhães Pessoa di Leiria, in campo neutro.

## Quarti di finale
Partecipano ai quarti di finale le squadre meglio piazzate in classifica alla fine del mese di novembre.
| Squadra 1        | Risultato       | Squadra 2         |
| ---------------- | --------------- | ----------------- |
| 15 dicembre 2020 |                 |                   |
| Sporting Lisbona | 2 – 0           | Mafra             |
| 16 dicembre 2020 |                 |                   |
| Porto            | 2 – 1           | Paços Ferreira    |
| Benfica          | 1 – 1 (4-1 dtr) | Vitória Guimarães |
| 17 dicembre 2020 |                 |                   |
| Braga            | 3 – 1           | Estoril Praia     |

## Semifinali
| Squadra 1        | Risultato | Squadra 2 |
| ---------------- | --------- | --------- |
| 19 gennaio 2021  |           |           |
| Sporting Lisbona | 2 – 1     | Porto     |
| 20 gennaio 2021  |           |           |
| Braga            | 2 – 1     | Benfica   |

## Finale
| Arbitro: | Tiago Martins (Lisbona) |

|              |           |  |
| P. Porro 41’ | Marcatori |  |

| Sporting Lisbona | Braga |

| P            | 1  | Antonio Adán     |       |     |
| D            | 3  | Zouhair Feddal   |       |     |
| D            | 52 | Gonçalo Inácio   | 89’   |     |
| D            | 4  | Sebastián Coates |       |     |
| C            | 5  | Nuno Mendes      | 76’   |     |
| C            | 6  | João Palhinha    |       |     |
| C            | 17 | João Mário       | 67’   |     |
| C            | 24 | Pedro Porro      | 81’   |     |
| C            | 77 | Jovane Cabral    | 24’   | 45’ |
| A            | 28 | Pedro Gonçalves  | 90+5’ |     |
| A            | 19 | Tiago Tomás      | 58’   |     |
| Panchina:    |    |                  |       |     |
| P            | 81 | Luís Maximiano   |       |     |
| D            | 55 | Vitorino Antunes |       |     |
| D            | 26 | Cristian Borja   |       |     |
| D            | 13 | Luís Neto        | 90+5’ | 89’ |
| C            | 8  | Matheus Nunes    | 87’   | 67’ |
| C            | 20 | Gonzalo Plata    |       |     |
| C            | 68 | Daniel Bragança  |       |     |
| A            | 11 | Nuno Santos      |       | 45’ |
| A            | 9  | Andraž Šporar    |       | 58’ |
| Allenatore:  |    |                  |       |     |
| Rúben Amorim |    |                  |       |     |

| P                | 1  | Matheus             |       |     |
| D                | 47 | Ricardo Esgaio      |       |     |
| D                | 16 | David Carmo         |       |     |
| D                | 3  | Vítor Tormena       |       |     |
| D                | 5  | Nuno Sequeira       | 32’   |     |
| C                | 21 | Ricardo Horta       |       |     |
| C                | 88 | André Castro        |       | 62’ |
| C                | 27 | Fransérgio          |       | 73’ |
| C                | 8  | Ali Elmusrati       | 90+4’ |     |
| A                | 90 | Wenderson Galeno    |       |     |
| A                | 9  | Abel Ruiz           |       | 45’ |
| Panchina:        |    |                     |       |     |
| P                | 12 | Tiago Sá            |       |     |
| D                | 36 | Bruno Viana         |       |     |
| D                | 36 | Raúl Silva          |       |     |
| C                | 7  | João Novais         |       | 73’ |
| C                | 15 | André Horta         |       |     |
| C                | 45 | Iuri Medeiros       |       | 62’ |
| C                | 95 | Guilherme Schettine |       |     |
| A                | 20 | Paulinho            |       | 45’ |
| A                | 11 | Lucas Piazon        |       |     |
| Allenatore:      |    |                     |       |     |
| Carlos Carvalhal |    |                     |       |     |